# Yucca mixtecana
Yucca mixtecana García-Mend. est une espèce végétale de la famille des Asparagaceae, originaire de l'état Mexicain de Puebla et Oaxaca,. La plante atteint une hauteur de 6 m, avec un stipe fin et presque nu, elle a des feuilles persistantes . Elle pousse sur des versants rocheux situés entre 1 300 et 2 200 m d'altitude, résiste très bien à la sécheresse et peut supporter de fortes gelées.